# Effingham, New Hampshire
Effingham är en kommun (town) i Carroll County i delstaten New Hampshire, USA med cirka 1 273 invånare (2000). Den har enligt United States Census Bureau en area på totalt 102,7 km² varav 2,9 km² är vatten.